# فرانك كير
فرانك كير (بالإنجليزية: Frank Kerr)‏ (28 أكتوبر 1916 في أستراليا - 24 يوليو 1943) هو لاعب كريكت نيوزلندي. لعب مع فريق أوتاغو للكريكت ‏.

## وصلات خارجية
- فرانك كير على موقع إي آس بي آن كريك إنفو (الإنجليزية)